# Performative Spiele
Das Konzept performativer Spiele ist ein Sprachförderungsmodell für Schüler mit Migrationshintergrund. Die klassische Lehr- und Lernpalette wird dabei durch Formen des performativen Spiels erweitert. Dadurch sollen nicht allein die sprachlichen, sondern auch die kommunikativen, sozialen und interkulturellen Kompetenzen aller Schüler gezielt gefördert werden. 

## Entwicklung
Das Konzept wurde für den Unterricht im Rahmen eines Modellversuchs an der Universität Bremen in Zusammenarbeit mit Bremer Schulen entwickelt. Darin wurde ein Sprachförderungsmodell für Schüler der Sekundarstufe I durch performative Spiele entwickelt, erprobt und evaluiert, das auf Basis von Bewegung und Handlung vor Zuschauern der eigenen Klasse/Gruppe funktioniert. 
Mit performativ – angelehnt an das englischsprachige Verb „to perform“, was etwa so viel wie „vollziehen“ bedeutet – sind in diesem Zusammenhang Handlungen gemeint, mit denen ein Thema nicht nur ausgeführt, sondern zugleich auch körperlich und sprachlich aufgeführt wird. Das performative Spielkonzept für den Unterricht basiert in erster Linie auf der Bearbeitung, Ausführung und Aufführung von Unterrichts- und Lernthemen in bewegungs- und handlungsorientierten Spielen. Dadurch soll auf eine ganzheitliche und lustvolle Weise die sprachliche Entwicklung der Schüler verbessert und ihnen Möglichkeiten geboten werden, Sprache als etwas Spielerisches zu erleben. Lernen soll demnach nicht nur mit dem Kopf stattfinden, sondern auch mit dem Körper und seinen Sinnen. Die zentrale These besteht darin, dass durch die Stimulierung der kognitiven Fähigkeiten (größere Aufmerksamkeit, Erinnerungsvermögen, Merkfähigkeit, Kreativität)  durch die performativen Spiele der Sprachentwicklungsprozess gewinnbringend beeinflusst werden kann.

## Theorie des Konzepts
Die Besonderheit dieses Sprachförderungsmodells liegt darin, dass die Erarbeitung von Sprache, die nie losgelöst von sozialen und interkulturellen Handlungskontexten zu betrachten ist, gespielt wird und in kooperativen und kommunikativen Handlungen unmittelbar eingebunden wird. Auf diese Weise werden verschiedene Sinne in den Lernprozess einbezogen: Die Schüler müssen dabei auf unterschiedliche Dinge gleichzeitig achten, damit ein Spiel gelingt. Aufgrund der Tatsache, dass Schüler mit Migrationshintergrund Sprache allzu häufig als Barriere erleben, wird daher im performativen Spiel das Sprachenlernen selbst nicht vordergründig bearbeitet, sondern findet bestenfalls „beiläufig“ statt. Diese Form des Lernens ist in erster Linie auf die jeweilige Situation und auf die Vermittlung von Erfolgserlebnissen und positiven Spracherfahrungen ausgerichtet, weniger auf den Vorgang des Lernens selbst. Dies beinhaltet auch, den Fokus darauf zu richten, wozu die Schüler bereits imstande sind, etwa, dass sie mehrere Sprachen sprechen, und ihnen den Raum zu geben, emotionale Bindungen zur deutschen Sprache aufbauen zu können.
Aus der Hirnforschung ist hinreichend bekannt, dass jeder Lernerfolg zu einem Glücksgefühl führt, bei der körpereigene „Glücksdrogen“ ausgeschüttet werden. Dass bei diesem „impliziten Lernen“ auch etwas „hängen“ bleibt, lässt sich auch neuropsychologisch begründen. Für den Ansatz der performativen Spiele bedeutet dies, dass die Verknüpfung von Lernen mit positiven Emotionen im Spielprozess biochemische (schnelle) und strukturelle (langfristige) Veränderungen der Informationskanäle, Synapsen, im Gehirn bewirkt werden können. Diese Veränderungen führen zur Optimierung von Hirnfunktionen und können so den Prozess der Lernbereitschaft und Lernleistung anregen.
Die performativen Spiele stellen keinen Ersatz für den herkömmlichen, auf „explizite Lernprozesse“ ausgerichteten Deutsch- oder Förderunterricht dar, sondern ein für die Schüler „gehirngerechtes“ und ein für die Lehrer flexibles methodisch-didaktisches Instrument, mit der auf „lustvolle“ Weise sprachliche und soziale Lehr- und Lernprozesse optimiert werden können. So gesehen stellt Förderung hier zunächst einmal keine pädagogische Aufgabe im engeren Sinne dar, sondern ist vielmehr fest verankert im Spiel. Das in ihm erworbene Wissen über Sprache soll die Verarbeitungsfähigkeit für die explizite Aneignung sprachlicher Regelsysteme befördern. Durch das Wechselspiel zwischen herkömmlicher Arbeitsweise und performativem Spiel können so auch die Unterrichtsqualität verbessert und die Ressourcen der Schüler mit und ohne Migrationshintergrund besser gesehen und adäquater in den Lehr- und Lernprozess eingebunden werden. Dies geschieht vor allem auch dadurch, dass man dabei ein ganzheitlicheres, erweitertes Bild des Jugendlichen gewinnen kann. Die Spiele sind demgemäß so angelegt, dass sie den Lehrern ein Instrument darbieten, mit dem sie die Stärken und Schwächen ihrer Schüler besser erkennen und ausbauen können.
Die performativen Spiele können, über das „beiläufige“ Lernen im Spiel und in der Präsentation vor zuschauenden und zuhörenden Mitschülern, den Schülern mit Migrationshintergrund einen Zugang zur Sprache verschaffen, Sprachbarrieren abbauen und prozedurales Wissen herstellen. Dieses erfordert eine „andere“ Arbeitsweise, eine andere Lernform, einen anderen Unterricht.

## Praktische Anwendung im Unterricht
Der performative Spielansatz besteht im Wesentlichen aus gruppendynamischen Kooperations- und Interaktionseinheiten, die jeweils von der Lehrkraft im Unterrichtskontext organisiert und den bestehenden Lernaufgaben und Unterrichtsthemen entsprechend angepasst werden. Während die Rolle der Lehrer durch die der Spielanleitung, Spielteilnahme und Spielmoderation erweitert wird, wechseln die Schüler in diesem Prozess jeweils zwischen Handelnden und Zuschauern. In diesem Zusammenhang halten u. a. etwa performative Spiel- und Inszenierungsformen der „szenischen Künste“ innovative Impulse für die Konzeption und Praxis des Sprachenlernens bereit. Ein wichtiger Bestandteil der methodisch-didaktischen Herangehensweise ist es, diese nicht nur für sich stehend anzuwenden, sondern sie mit Lerninhalten zu verbinden und den Rahmenbedingungen des eigenen Unterrichts (Gruppengröße, Altersstufe, Klima, Lernstand etc.) entsprechend anzupassen. Eine positive Lernatmosphäre zu schaffen, die Vertrauen erweckend ist gehört dabei mit zu den zentralen Voraussetzungen für das Gelingen und die Effektivität.